# Багновець блідий
Багновець блідий (Passerculus sandwichensis) — вид горобцеподібних птахів родини Passerellidae. Його раніше відносили до родини вівсянкових (Emberizidae).

## Поширення
Вид поширений в Північній Америці. Гніздиться в центральній частині та на атлантичному узбережжі Канади і на півночі центральної частини США. На зимівлю мігрує на південне та східне узбережжя США.

## Опис
Голова, спина та крила коричневі. Щоки, маківка та потилиця сірі. Груди кремового кольору з коричневими смугами. Черево світле.

## Спосіб життя
Мешкає на вологих луках, болотах, морському узбережжі. Живляться насінням, водними комахами та дрібними безхребетними. Гніздо будує на чагарниках та травах невисоко над землею.